# Без права на пощаду
«Без права на пощаду» — советский художественный двухсерийный телефильм режиссёра Леонида Полонского.

## Сюжет
В заводском поселке убита молодая женщина. В ходе непростого и кропотливого расследования следователь прокуратуры разоблачает убийцу — человека, который, как выяснилось, во время Великой Отечественной войны являлся пособником фашистов.

## В ролях
- Борис Белов — Аркадий Васильевич, следователь прокуратуры.
- Борис Дмитриев — Николай Павлович, следователь милиции.
- Юрий Киселёв — Фёдор Семёнович Борисенко, врач железнодорожной больницы, предатель Остапенко.
- Римма Белякова — Валентина Кравцова.
- Ростислав Ярский — Геннадий Косович.
- Валентина Ермакова — Антонина Гавриловна Кнопина, подруга Косовича.
- Валентина Строганова — Вера Степановна Прохорова, кондуктор автобуса.
- Галина Зайцева — Алла Семеновна Трегубова, сестра Борисенко.
- Елена Росс — Александра Алексеевна Бондарева, жена Борисенко.
- Саша Есин — сын Аркадия Васильевича.
- Ирина Афанасьева
- Юрий Сагьянц
- Виталий Молодецкий
- Владимир Аукштыкальнис
- Николай Дуксин
- Константин Булгаков
- Валентина Немцова

В фильме заняты актёры театров Саратова.
Звучит песня на стихи Николая Палькина.